# The Astronauts
The Astronauts est un studio indépendant polonais de développement de jeu vidéo, fondé en 2012 par trois anciens membres du studio People Can Fly.

## Historique
Le premier jeu de The Astronauts a été The Vanishing of Ethan Carter, un Walking simulator sorti en septembre 2014. Le jeu est un succès critique et reçoit le prix de la meilleure innovation aux British Academy Video Games Awards de 2015.
En décembre 2017, le studio annonce le développement de Witchfire, un jeu de tir à la première personne dans un monde de dark fantasy.

## Ludographie
| Titre                         | Date de sortie   | Plates-formes                                     |
| ----------------------------- | ---------------- | ------------------------------------------------- |
| The Vanishing of Ethan Carter | 2014             | Windows, PlayStation 4, Xbox One, Nintendo Switch |
| Witchfire                     | en développement | Windows                                           |